# Marc Auri
Marc Auri (llatí: Marcus Aurius), fill de Dínea, era un ciutadà romà que el van fer presoner a Asculum durant la guerra civil a Itàlia a començaments del segle i aC. Va caure en mans de Quint Sergi que el va tancar al seu ergastulum (presó) on el va assassinar un emissari d'Opiànic, el seu cunyat.